# Rosensydhake
Rosensydhake (Petroica rosea) är en fågel i familjen sydhakar inom ordningen tättingar.

## Utseende och läte
Rosensydhaken är en liten flugsnapparliknande fågel. Hanen är skiffergrå ovan, med skärt bröst och vitt på buk och undre stjärttäckare. I flykten syns vita yttre stjärtpennor tydligt. Honan är grå på ovansida och ljusare på undersidan med rosa ton på bröstet. Sången består av långa distinkta fraser.

## Utbredning och systematik
Fågeln förekommer i sydöstra Australien (nordöstra New South Wales till sydvästra Victoria). Den behandlas som monotypisk, det vill säga att den inte delas in i några underarter.

## Levnadssätt
Rosensydhaken hittas i regnskog. Där födosöker den i skogens mellersta skikt och gör utfall efter insekter likt en solfjäderstjärt. Sittande fågel hänger ofta med vingarna och darrar.

## Status och hot
Arten har ett stort utbredningsområde, men tros minska i antal, dock inte tillräckligt kraftigt för att den ska betraktas som hotad. Internationella naturvårdsunionen IUCN listar arten som livskraftig (LC).

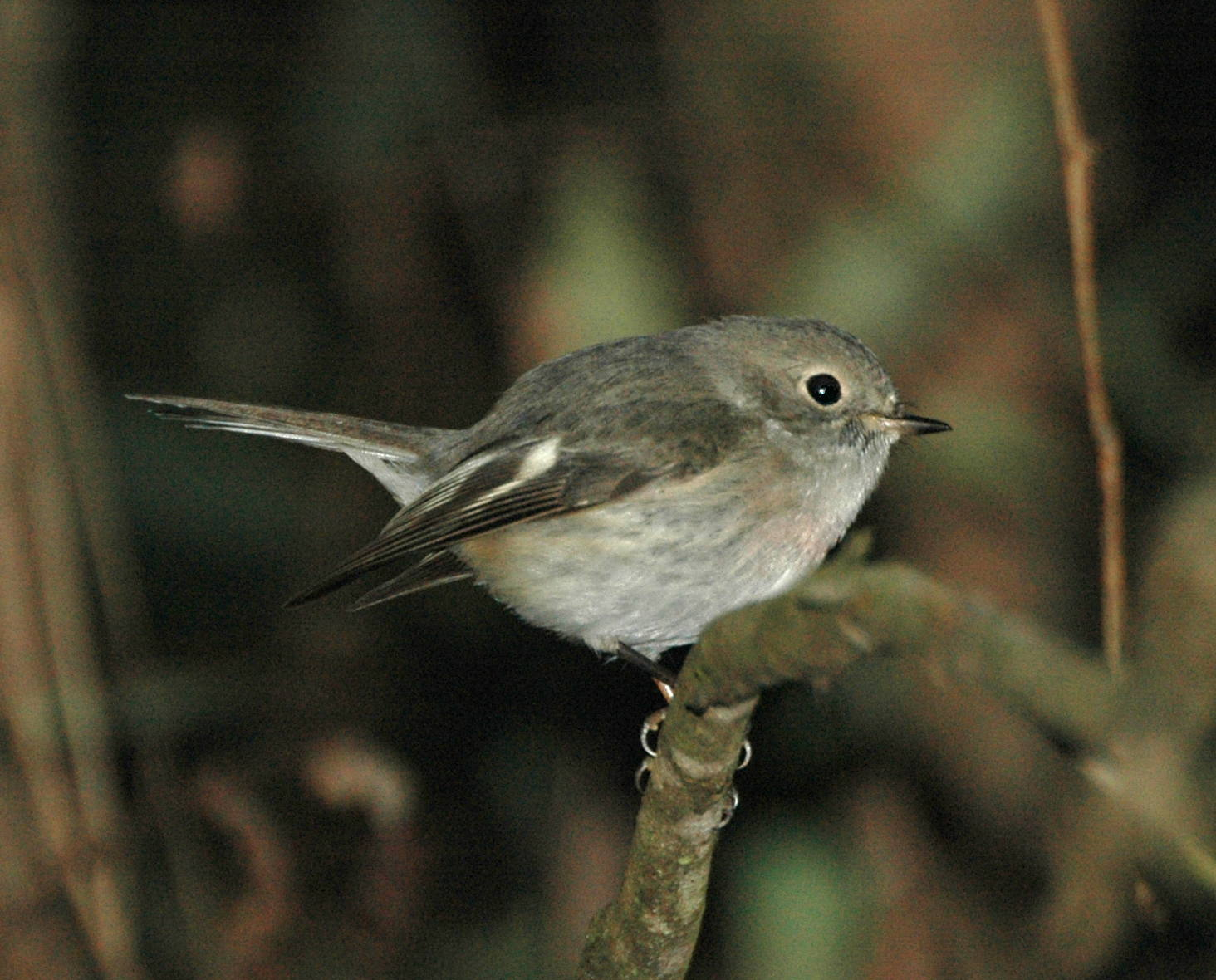